# Saint-Sernin, Ardèche
Saint-Sernin là một xã ở tỉnh Ardèche, vùng Auvergne-Rhône-Alpes ở đông nam nước Pháp.